# Nati nel 1920/Settembre
| Questa pagina contiene informazioni ricavate automaticamente dalle voci biografiche con l'ausilio del template Bio e di un bot. L'aggiornamento è periodico e automatico e ricostruisce completamente la pagina. Se manca una persona in questa lista, sei pregato di non aggiungerla, ma accertati piuttosto che la sua voce biografica contenga il template Bio e che i dati anagrafici siano correttamente compilati. Se il template Bio manca, inseriscilo tu stesso o, in alternativa, metti l'avviso {{tmp\|Bio}} che ne segnala la mancanza. Se i dati riportati sono sbagliati, correggi direttamente la voce biografica; le modifiche saranno visibili in questa lista entro pochi giorni. Per chiarimenti vedi il progetto biografie. La lista contiene solo le 147 persone che sono citate nell'enciclopedia e per le quali è stato implementato correttamente il template Bio. Pagina aggiornata al 10 ago 2025. |

- 1º settembre - Richard Farnsworth, attore e stuntman statunitense († 2000)
- 1º settembre - Agostino Greggi, politico, avvocato e ingegnere italiano († 2002)
- 1º settembre - Joyce King, velocista australiana († 2001)
- 1º settembre - Hubert Lampo, scrittore belga († 2006)
- 1º settembre - Alfonso Stocchetti, architetto italiano († 2004)
- 2 settembre - Nigel Davies, antropologo, storico e militare britannico († 2004)
- 2 settembre - Romaldo Giurgola, architetto e scrittore italiano († 2016)
- 2 settembre - Roger Jorgensen, cestista statunitense († 2010)
- 2 settembre - Sergio Kasman, partigiano italiano († 1944)
- 3 settembre - Federico Alliney, compositore di scacchi italiano († 1991)
- 3 settembre - Albert Demuyser, pittore belga († 2003)
- 3 settembre - Chabuca Granda, cantautrice e poetessa peruviana († 1983)
- 3 settembre - Marguerite Higgins, giornalista statunitense († 1966)
- 3 settembre - Les Medley, calciatore inglese († 2001)
- 3 settembre - José Humberto Paparoni, vescovo cattolico venezuelano († 1959)
- 3 settembre - Antonio Piromalli, critico letterario, scrittore e poeta italiano († 2003)
- 4 settembre - Carlo Baldini, storico italiano († 2009)
- 4 settembre - Clemar Bucci, pilota automobilistico argentino († 2011)
- 4 settembre - Giuseppe Grossi, politico italiano († 2007)
- 4 settembre - Jackie Holmes, pilota automobilistico statunitense († 1995)
- 4 settembre - Gottfried Matthaes, inventore e saggista tedesco († 2010)
- 5 settembre - Antonino Caponnetto, magistrato italiano († 2002)
- 5 settembre - Silvestre Igoa, calciatore spagnolo († 1969)
- 5 settembre - Fons Rademakers, regista e attore olandese († 2007)
- 6 settembre - Giorgi Antadze, calciatore e allenatore di calcio sovietico († 1987)
- 6 settembre - Roberto Costa, partigiano, giornalista e scrittore italiano († 1985)
- 6 settembre - Peter Fellin, pittore italiano († 1999)
- 6 settembre - Jovan Jezerkić, calciatore jugoslavo († 2000)
- 6 settembre - Luigi Macario, sindacalista e politico italiano († 1994)
- 6 settembre - Alberto Meroni, calciatore italiano
- 7 settembre - Al Caiola, chitarrista, arrangiatore e compositore statunitense († 2016)
- 7 settembre - Flora Carosello, attrice e doppiatrice italiana († 2015)
- 8 settembre - Michele Scianatico, politico e imprenditore italiano († 2004)
- 8 settembre - Mario Simonazzi, partigiano italiano († 1945)
- 9 settembre - Joseph Epes Brown, antropologo e storico delle religioni statunitense († 2000)
- 9 settembre - Domenico Carattino, velista italiano († 2014)
- 9 settembre - Danilo Soligo, pittore e restauratore italiano († 2016)
- 10 settembre - Araldo Caprili, calciatore italiano († 1982)
- 10 settembre - Giuseppe Carissimi, calciatore italiano († 1999)
- 10 settembre - Carmelo Colletti, mafioso italiano († 1983)
- 10 settembre - Calyampudi Radhakrishna Rao, statistico e matematico indiano († 2023)
- 10 settembre - Fabio Taglioni, ingegnere italiano († 2001)
- 11 settembre - Manrico Ducceschi, partigiano italiano († 1948)
- 11 settembre - Stig Olin, attore, regista e cantante svedese († 2008)
- 12 settembre - Aldo Beretta, calciatore italiano
- 12 settembre - Irene Dailey, attrice statunitense († 2008)
- 12 settembre - Ken Exel, cestista statunitense († 2006)
- 12 settembre - Gino Piccio, presbitero e attivista italiano († 2014)
- 12 settembre - José Valle, allenatore di calcio e calciatore argentino († 1997)
- 13 settembre - John Crawford, attore statunitense († 2010)
- 13 settembre - José Guerra Campos, vescovo cattolico spagnolo († 1997)
- 14 settembre - Mario Benedetti, poeta, saggista e scrittore uruguaiano († 2009)
- 14 settembre - Biagio Bobbio, calciatore italiano († 2006)
- 14 settembre - Alberto Calderón, matematico argentino († 1998)
- 14 settembre - Lawrence Klein, economista statunitense († 2013)
- 14 settembre - Alessandro Perrone, editore, giornalista e cavaliere italiano († 1980)
- 15 settembre - Carlo Vannucci, pittore, scenografo e scultore italiano († 2015)
- 16 settembre - Alberto Cardone, regista, sceneggiatore e montatore italiano († 1977)
- 16 settembre - Adriano Degano, dirigente pubblico italiano († 2014)
- 16 settembre - Miguel Diab, cestista uruguaiano († 1994)
- 16 settembre - Tom Farris, giocatore di football americano statunitense († 2002)
- 16 settembre - Bob Kinney, cestista statunitense († 1985)
- 16 settembre - Dick Klein, cestista e giocatore di baseball statunitense († 2000)
- 16 settembre - Gustavo Montini, politico italiano († 2004)
- 16 settembre - Gianfranco Pandolfini, pallanuotista italiano († 1997)
- 16 settembre - Mohammad Karim Pirnia, storico dell'architettura e architetto iraniano († 1997)
- 16 settembre - Hannie Schaft, partigiana olandese († 1945)
- 16 settembre - Évry Schatzman, astrofisico francese († 2010)
- 16 settembre - Lino Tonti, progettista italiano († 2002)
- 16 settembre - Joop Wille, calciatore olandese († 2009)
- 17 settembre - Remo Albertini, politico italiano († 2005)
- 17 settembre - Roger Gyselinck, ciclista su strada belga († 2002)
- 17 settembre - Marjorie Holt, politica e avvocata statunitense († 2018)
- 17 settembre - Pedro Lezcano Montalvo, poeta e drammaturgo spagnolo († 2002)
- 18 settembre - Walter De Boni, calciatore italiano († 1999)
- 18 settembre - Ángel De Cicco, calciatore argentino
- 18 settembre - Pasquale Di Benedetto, militare e partigiano italiano († 1943)
- 18 settembre - Giovanni Galliani, calciatore italiano
- 18 settembre - Mauro Magni, giornalista e scrittore italiano († 2012)
- 18 settembre - Ottavio Morgia, calciatore e allenatore di calcio italiano († 1984)
- 18 settembre - José Surano, calciatore argentino
- 18 settembre - Jack Warden, attore statunitense († 2006)
- 19 settembre - Sabina Actis-Orelia, soprano italiana († 2010)
- 19 settembre - Karėn Chačaturjan, compositore sovietico († 2011)
- 19 settembre - Gustavo Leigh, generale cileno († 1999)
- 19 settembre - Chet McNabb, cestista, giocatore di baseball e allenatore di pallacanestro statunitense († 1990)
- 19 settembre - Stan Noszka, cestista e politico statunitense († 1991)
- 19 settembre - Terisio Pignatti, storico dell'arte italiano († 2004)
- 20 settembre - Hanns Cibulka, scrittore, poeta e giornalista tedesco († 2004)
- 20 settembre - Joe Guy, trombettista statunitense († 1962)
- 20 settembre - Josef Kalt, canottiere svizzero († 2012)
- 20 settembre - Angelo Lodi, scrittore italiano († 2008)
- 20 settembre - Joe Maca, calciatore belga († 1982)
- 20 settembre - Isidoro Pestarino, partigiano italiano († 1944)
- 20 settembre - Jay Ward, fumettista e autore televisivo statunitense († 1989)
- 21 settembre - William Catellani, pittore e incisore italiano († 2013)
- 21 settembre - Kim Yong-ju, politico nordcoreano († 2021)
- 21 settembre - Kenneth McAlpine, pilota automobilistico britannico († 2023)
- 21 settembre - Simon Scott, attore statunitense († 1991)
- 21 settembre - Vico Torriani, cantante, attore e conduttore televisivo svizzero († 1998)
- 21 settembre - Luigi Vettraino, calciatore italiano († 1998)
- 22 settembre - Elio Ballesi, politico italiano († 1971)
- 22 settembre - Mario Berrino, pittore e imprenditore italiano († 2011)
- 22 settembre - Marx Emiliani, partigiano italiano († 1943)
- 22 settembre - Bob Lemon, giocatore di baseball e allenatore di baseball statunitense († 2000)
- 22 settembre - Aminta Migliari, partigiano italiano († 1991)
- 22 settembre - Enrico Spadola, politico e avvocato italiano († 1991)
- 22 settembre - Paolo Todeschini, scultore, allenatore di calcio e calciatore italiano († 1993)
- 22 settembre - Alfredo Trifogli, politico italiano († 2013)
- 22 settembre - Nathaniel Fiennes, XXI barone Saye e Sele, nobile e politico inglese († 2024)
- 23 settembre - Aldo Donà, cantante italiano († 2011)
- 23 settembre - Charles E. Kelly, militare statunitense († 1985)
- 23 settembre - Marie Logoreci, cantante e attrice albanese († 1988)
- 23 settembre - Carl-Erik Ohlson, velista svedese († 2015)
- 23 settembre - Mickey Rooney, attore e comico statunitense († 2014)
- 23 settembre - Emanuele Tuccari, giurista e politico italiano († 2011)
- 24 settembre - Richard Bong, militare e aviatore statunitense († 1945)
- 24 settembre - Enzo Giudici, scrittore e critico letterario italiano († 1985)
- 24 settembre - Gemma Griarotti, attrice e doppiatrice italiana († 1997)
- 24 settembre - Ovadia Yosef, rabbino israeliano († 2013)
- 25 settembre - Sergej Fëdorovič Bondarčuk, regista, sceneggiatore e attore sovietico († 1994)
- 25 settembre - Gastone Franchetti, antifascista e partigiano italiano († 1944)
- 25 settembre - Tat'jana Petrovna Makarova, militare sovietica († 1944)
- 25 settembre - Akimitsu Takagi, scrittore giapponese († 1995)
- 26 settembre - Dante Bettoni, politico e sindacalista italiano († 2005)
- 27 settembre - Marcos Aurelio Di Paulo, calciatore argentino († 1996)
- 27 settembre - Pasquale Columbro, politico italiano († 1979)
- 27 settembre - William Conrad, doppiatore, attore e regista statunitense († 1994)
- 27 settembre - Henry Farrell, scrittore e sceneggiatore statunitense († 2006)
- 27 settembre - Titti Maartmann, slittinista norvegese († 2018)
- 27 settembre - Giuseppe Perego, militare italiano († 1943)
- 27 settembre - Carlo Alberto dalla Chiesa, generale e prefetto italiano († 1982)
- 28 settembre - Renato Gaudioso, alpinista, giornalista e regista italiano († 1993)
- 28 settembre - Jaropolk Leonidovič Lapšin, regista sovietico († 2011)
- 28 settembre - Heinz Rall, architetto tedesco († 2006)
- 29 settembre - Valerie Davies, aracnologa australiana († 2012)
- 29 settembre - François Désbonnet, pallanuotista francese († 2003)
- 29 settembre - Giovanni Farina, calciatore italiano († 2001)
- 29 settembre - Luigi Mamoli, calciatore italiano
- 29 settembre - Paul Meyer, regista belga († 2007)
- 29 settembre - Peter Dennis Mitchell, biochimico britannico († 1992)
- 29 settembre - Václav Neumann, direttore d'orchestra e violista ceco († 1995)
- 29 settembre - Peter Arne, attore britannico († 1983)
- 30 settembre - Ermenegildo Andrian, calciatore e allenatore di calcio italiano († 2006)
- 30 settembre - Franco Cristofori, giornalista e scrittore italiano († 2003)
- 30 settembre - Albano Luisetto, calciatore italiano († 1983)
- 30 settembre - Zhang Ailing, scrittrice, saggista e sceneggiatrice cinese († 1995)